# T.C. Ziraat Bankası Spor Kulübü 2021-2022
Questa voce raccoglie le informazioni riguardanti il T.C. Ziraat Bankası Spor Kulübü nelle competizioni ufficiali della stagione 2021-2022.

## Stagione
Il T.C. Ziraat Bankası Spor Kulübü disputa la stagione 2021-22 senza alcuna denominazione sponsorizzata.
In Efeler Ligi ottiene in un terzo posto in regular season, che vale l'accesso ai play-off scudetto, dove conquista il secondo scudetto consecutivo. In Coppa di Turchia raggiunge le semifinali, mentre si aggiudica la sua terza Supercoppa turca.
In ambito europeo non supera invece la fase a gironi di Champions League, classificandosi secondo nel proprio girone, ma non rientrando nelle migliori seconde.

## Organigramma societario
Area direttiva
- Presidente: Alpaslan Çakar

Area tecnica
- Allenatore: Roberto Santilli (fino a febbraio[6]), Mustafa Kavaz (da febbraio[6])
- Allenatore in seconda: Ersin Soysal
- Assistente allenatore: Çağrı Ceyhan
- Scoutman: Mehmet Tuğyanoğlu

## Rosa
| N° | Nome              | Ruolo | Data di nascita   | Nazionalità sportiva |
| -- | ----------------- | ----- | ----------------- | -------------------- |
| 1  | Martin Atanasov   | S     | 27 settembre 1996 | Bulgaria             |
| 2  | Wouter ter Maat   | O     | 7 maggio 1991     | Paesi Bassi          |
| 3  | Muhammed Ertuğrul | C     | 12 agosto 1989    | Turchia              |
| 6  | Burak Topçu       | P     | 7 maggio 2002     | Turchia              |
| 7  | Bedirhan Bülbül   | C     | 29 luglio 1999    | Turchia              |
| 8  | Halil Yücel       | S     | 24 novembre 1989  | Turchia              |
| 9  | Murat Tokgöz      | L     | 29 febbraio 1984  | Turchia              |
| 10 | Arslan Ekşi       | P     | 17 luglio 1985    | Turchia              |
| 11 | İzzet Akkuş       | P     | 19 gennaio 2001   | Turchia              |
| 12 | Bennie Tuinstra   | S     | 13 settembre 2000 | Paesi Bassi          |
| 13 | Ahmet Baltacı     | C     | 8 giugno 1999     | Turchia              |
| 14 | Faik Güneş        | C     | 27 maggio 1993    | Turchia              |
| 15 | Oreol Camejo      | S     | 22 luglio 1986    | Cuba                 |
| 16 | Berkay Bayraktar  | L     | 3 luglio 1997     | Turchia              |
| 20 | Aykut Gedik       | S     | 5 agosto 2003     | Turchia              |

## Statistiche

### Statistiche di squadra
| Competizione     | Punti | In casa | In casa | In casa | In trasferta | In trasferta | In trasferta | Totale | Totale | Totale |
| Competizione     | Punti | G       | V       | P       | G            | V            | P            | G      | V      | P      |
| ---------------- | ----- | ------- | ------- | ------- | ------------ | ------------ | ------------ | ------ | ------ | ------ |
| Efeler Ligi      | 61    | 15      | 13      | 2       | 16           | 13           | 3            | 31     | 26     | 5      |
| Coppa di Turchia | -     | 1       | 1       | 0       | 0            | 0            | 0            | 2      | 1      | 1      |
| Supercoppa turca | -     | -       | -       | -       | -            | -            | -            | 1      | 1      | 0      |
| Champions League | 10    | 3       | 2       | 1       | 3            | 1            | 2            | 6      | 3      | 3      |
| Totale           | -     | 19      | 16      | 3       | 19           | 14           | 5            | 40     | 31     | 9      |

G = partite giocate; V = partite vinte; P = partite perse

### Statistiche dei giocatori
| Giocatore    | Campionato | Campionato | Campionato | Campionato | Campionato | Coppa di Turchia | Coppa di Turchia | Coppa di Turchia | Coppa di Turchia | Coppa di Turchia | Supercoppa turca | Supercoppa turca | Supercoppa turca | Supercoppa turca | Supercoppa turca | Champions League | Champions League | Champions League | Champions League | Champions League | Totale | Totale | Totale | Totale | Totale |
| Giocatore    | P          | PT         | AV         | MV         | BV         | P                | PT               | AV               | MV               | BV               | P                | PT               | AV               | MV               | BV               | P                | PT               | AV               | MV               | BV               | P      | PT     | AV     | MV     | BV     |
| ------------ | ---------- | ---------- | ---------- | ---------- | ---------- | ---------------- | ---------------- | ---------------- | ---------------- | ---------------- | ---------------- | ---------------- | ---------------- | ---------------- | ---------------- | ---------------- | ---------------- | ---------------- | ---------------- | ---------------- | ------ | ------ | ------ | ------ | ------ |
| İ. Akkuş     | 9          | 5          | 1          | 4          | 0          | 1                | 0                | 0                | 0                | 0                | 0                | 0                | 0                | 0                | 0                | 1                | 0                | 0                | 0                | 0                | 11     | 5      | 1      | 4      | 0      |
| M. Atanasov  | 29         | 363        | 301        | 35         | 27         | 2                | 23               | 14               | 1                | 8                | 1                | 16               | 14               | 2                | 0                | 6                | 84               | 58               | 15               | 11               | 38     | 486    | 387    | 53     | 46     |
| A. Baltacı   | 13         | 40         | 28         | 11         | 1          | 1                | 1                | 1                | 0                | 0                | 1                | 0                | 0                | 0                | 0                | 3                | 3                | 2                | 1                | 0                | 18     | 44     | 31     | 12     | 1      |
| B. Bayraktar | 29         | 0          | 0          | 0          | 0          | 2                | 0                | 0                | 0                | 0                | 1                | 0                | 0                | 0                | 0                | 6                | 0                | 0                | 0                | 0                | 38     | 0      | 0      | 0      | 0      |
| B. Bülbül    | 30         | 258        | 173        | 60         | 25         | 2                | 25               | 17               | 5                | 3                | 1                | 12               | 10               | 2                | 0                | 5                | 33               | 19               | 11               | 3                | 38     | 328    | 219    | 78     | 31     |
| O. Camejo    | 25         | 214        | 168        | 35         | 11         | 2                | 26               | 24               | 2                | 0                | 0                | 0                | 0                | 0                | 0                | 6                | 40               | 28               | 11               | 1                | 33     | 280    | 220    | 48     | 12     |
| A. Ekşi      | 28         | 51         | 17         | 13         | 21         | 2                | 8                | 2                | 1                | 5                | 1                | 1                | 0                | 0                | 1                | 6                | 14               | 8                | 1                | 5                | 37     | 74     | 27     | 15     | 32     |
| M. Ertuğrul  | 14         | 3          | 3          | 0          | 0          | 0                | 0                | 0                | 0                | 0                | 0                | 0                | 0                | 0                | 0                | 4                | 3                | 1                | 2                | 0                | 18     | 6      | 4      | 2      | 0      |
| A. Gedik     | 12         | 27         | 18         | 4          | 5          | 1                | 0                | 0                | 0                | 0                | 0                | 0                | 0                | 0                | 0                | 2                | 0                | 0                | 0                | 0                | 15     | 27     | 18     | 4      | 5      |
| F. Güneş     | 30         | 231        | 120        | 103        | 28         | 2                | 11               | 7                | 4                | 0                | 1                | 9                | 5                | 4                | 0                | 6                | 41               | 32               | 6                | 3                | 39     | 292    | 164    | 117    | 31     |
| W. ter Maat  | 28         | 509        | 436        | 43         | 30         | 2                | 24               | 23               | 0                | 1                | 1                | 26               | 20               | 5                | 1                | 5                | 64               | 58               | 4                | 2                | 36     | 623    | 537    | 52     | 34     |
| M. Tokgöz    | 10         | 0          | 0          | 0          | 0          | 0                | 0                | 0                | 0                | 0                | 0                | 0                | 0                | 0                | 0                | 2                | 0                | 0                | 0                | 0                | 12     | 0      | 0      | 0      | 0      |
| B. Topçu     | 1          | 0          | 0          | 0          | 0          | -                | -                | -                | -                | -                | -                | -                | -                | -                | -                | -                | -                | -                | -                | -                | 1      | 0      | 0      | 0      | 0      |
| B. Tuinstra  | 22         | 140        | 129        | 7          | 4          | 1                | 9                | 8                | 0                | 1                | 1                | 13               | 10               | 1                | 2                | 4                | 10               | 8                | 0                | 2                | 28     | 172    | 155    | 8      | 9      |
| H. Yücel     | 28         | 96         | 82         | 6          | 8          | 1                | 1                | 1                | 0                | 0                | 1                | 3                | 2                | 1                | 0                | 6                | 11               | 8                | 2                | 1                | 36     | 111    | 93     | 9      | 9      |

P = presenze; PT = punti totali; AV = attacchi vincenti; MV = muri vincenti; BV = battute vincenti